# Beta Doradus
Bêta de la Dorade
Désignations
Beta Doradus (β Doradus / β Dor) est la seconde étoile la plus brillante de la constellation de la Dorade. C'est une variable céphéide classique dont la magnitude apparente varie entre 3,46 et 4,08 sur une période de 9,843 jours. Son type spectral et sa classe de luminosité sont également variables, passant de type F à G et de supergéante à géante lumineuse. D'après la mesure de sa parallaxe annuelle par le satellite Hipparcos, l'étoile est située à approximativement ∼ 1 000 a.l. (∼ 307 pc) de la Terre.